# Miko Äijänen
Miko Äijänen (* 18. Juli 1997 in Järvenpää) ist ein ehemaliger finnischer Squashspieler.

## Karriere
Miko Äijänen begann seine Karriere im Jahr 2017 und gewann sechs Titel auf der PSA World Tour. Seine höchste Platzierung in der Weltrangliste erreichte er mit Rang 88 im Januar 2020. Mit der finnischen Nationalmannschaft nahm er 2017 an der Weltmeisterschaft teil. 2019 und 2021 wurde er finnischer Meister.
Äijänen studierte im Hauptfach Wirtschaftswissenschaften am Trinity College und war für deren Trinity Bantams im College Squash aktiv. Sein Bruder Jami Äijänen war ebenfalls Squashprofi.

## Erfolge
- Gewonnene PSA-Titel: 6
- Finnischer Meister: 2019, 2021